# Ŝ
Ŝ, en minúsculas ŝ (S con acento circunflejo) es la vigesimotercera letra del alfabeto en esperanto, corresponde a una fricativa postalveolar sorda ([ʃ] en el Alfabeto Fonético Internacional), como x en catalán (caixa) o sh en inglés (shop).